# Mimosa uninervis
Mimosa uninervis là một loài thực vật có hoa trong họ Đậu. Loài này được (Chodat & Hassl.) Hassl. miêu tả khoa học đầu tiên năm 1910.